# Patrice Lumumba
Patrice Émery Lumumba (n. 2 iulie 1925, Katako-Kombe, Sankuru, Congo Belgian – d. 17 ianuarie 1961, Élisabethville, Republic of the Congo (Léopoldville)⁠(d)) a fost un lider politic congolez și prim-ministrul legal ales al Republicii Congo (Léopoldville) după ce a participat la câștigarea independenței țării față de Belgia (iunie 1960). La numai 12 săptămâni de la instalarea sa, a fost înlăturat de la putere printr-un puci militar și executat, în timpul Crizei congoleze.
Patrice Émery Lumumba alături de Joseph Kasa-Vubu a fost una din principalele figuri ale luptei de independență din Congoul Belgian, fiind considerat în Congo primul erou național.
În urma unei lovituri de stat a fost executat de un pluton de execuție, cu complicitatea serviciilor secrete belgiene, și ale CIA. La execuția lui au asistat reprezentanții SUA și ai Belgiei.
Guvernul Belgiei și-a prezentat oficial scuzele în 2002.